# Synagoga w Łuczeńcu
Synagoga w Łuczeńcu (słow. Synagóga v Lučenci) – synagoga znajdująca się w Łuczeńcu na Słowacji.
Synagoga została zbudowana w latach 1923–1925, na miejscu starej synagogi z 1863 roku, według projektu Lipóta Baumhorna, w stylu secesyjnym. Podczas II wojny światowej hitlerowcy zdewastowali wnętrze synagogi. 